# Leamside
Leamside – wieś w Anglii, w hrabstwie Durham. Leży 6 km na północny wschód od miasta Durham i 379 km na północ od Londynu. Miejscowość liczy 112 mieszkańców.